# ТЕС Амірія (MIDOR)
31°1′39″ пн. ш. 29°45′41″ сх. д. / 31.02750° пн. ш. 29.76139° сх. д.
ТЕС Амірія (MIDOR) — теплова електростанція в Єгипті, в індустріальній зоні на західних околицях Александрії.
В 2000—2001 роках у складі комплексу нафтопереробного заводу Middle East Oil Refinery (MIDOR) ввели в дію електростанцію, якою опікується дочірня компанія Midor Electricity Company «Midelec». Її основне обладнання становлять три газові турбіни номінальною потужністю по 61 МВт та два резервні дизель-генератори потужністю по 5 МВт. Варто вказати, що ці показники досягаються у стандартних умовах (ISO), тоді як в спекотному кліматі вони можуть суттєво відрізнятись від фактичних. Так, є відомості, що турбіни «Midelec» мають потужність по 50 МВт, а резервні генератори разом спроможні видати 7,2 МВт.
Як паливо станція споживає природний газ, доступ до якого на захід від Александрії забезпечує газорозподільчий вузол Амірія.
Видача продукції відбувається під напругою 33 кВ та 66 кВ, при цьому можливо відзначити, що окрім майданчику MIDOR станція також забезпечує потреби двох інших александрійських НПЗ, які належать компаніям Amreya Petroleum Refining Company (APRC) та Alexandria Petroleum Company (APC).